# Pulau Semak Daun
Pulau Semak Daun is een Indonesisch eiland voor de kust van Jakarta. Het maakt deel uit van de Duizendeilanden.
Pulau Air Besar · Pulau Air Kecil · Pulau Ayer Besar · Pulau Ayer Kecil · Pulau Belanda · Pulau Biawak · Pulau Bidadari · Pulau Bokor · Pulau Bira Besar · Pulau Bira Kecil · Pulau Bulat · Pulau Bundar · Pulau Burung · Pulau Cipir · Pulau Damar Besar · Pulau Damar Kecil · Pulau Dapur · Pulau Cina · Pulau Dua Barat · Pulau Dua Timur · Pulau Genteng Besar · Pulau Genteng Kecil · Pulau Gosong Pabelokan · Pulau Gosong Rengat · Pulau Gudus Lempeng · Pulau Gundul · Pulau Hantu Barat · Pulau Hantu Timur · Pulau Harapan · Pulau Jagung · Pulau Jukung · Pulau Kaliage Besar · Pulau Kaliage Kecil · Pulau Kelor Timur · Pulau Kalang Kudus · Pulau Kayu Angin Bira · Pulau Kayu Angin Genteng · Pulau Kayu Angin Melintang · Pulau Kayu Angin Putri · Pulau Karang Beras · Pulau Karang Congkak · Pulau Karang Bongkok · Pulau Karya · Pulau Kelapa · Pulau Kelapa Kecil · Pulau Kelor Barat · Pulau Kelor Besar · Pulau Kongsi · Pulau Kotok Besar · Pulau Kotok Kecil · Pulau Kuburan Cina · Pulau Kungsi · Pulau Laga · Pulau Lancang Besar · Pulau Lancang Kecil · Pulau Laki · Pulau Lipan · Pulau Macan Besar · Pulau Matahari · Pulau Macan Kecil · Pulau Melinjo · Pulau Melintang Besar · Pulau Melintang Kecil · Pulau Nyamuk Besar · Pulau Nyamuk Kecil · Pulau Nyamplung · Pulau Onrust · Pulau Opak Kecil · Pulau Opak Besar Barat · Pulau Opak Besar Timur · 
Pulau Pamujan Besar · Pulau Panjang Besar · Pulau Panggang · Pulau Paniki · Pulau Panjang Kecil · Pulau Pemagaran · Pulau Penyaliran Barat · Pulau Penyaliran Timur · Pulau Pabelokan · Pulau Perak · Pulau Pateloran Barat · Pulau Pateloran Timur · Pulau Payung Besar · Pulau Payung Kecil · Pulau Pramuka · Pulau Pari · Pulau Petondan Besar · Pulau Petondan Kecil · Pulau Putri Barat · Pulau Putri Timur · Pulau Putri Gundul · Pulau Rambut · Pulau Rengit · Pulau Saktu · Pulau Sebaru Besar · Pulau Sebaru Kecil · Pulau Sebira · Pulau Semut · Pulau Semut Besar · Pulau Semut Kecil · Pulau Sepa Besar · Pulau Sepa Kecil · Pulau Tongkeng · Pulau Sekati · Pulau Semak Daun · Pulau Tengah · Pulau Tidung Besar · Pulau Tidung Kecil · Pulau Tikus · Pulau Ubi Besar · Pulau Ubi Kecil · Pulau Untung Jawa · Pulau Yu Besar · Pulau Yu Kecil